# هالخا

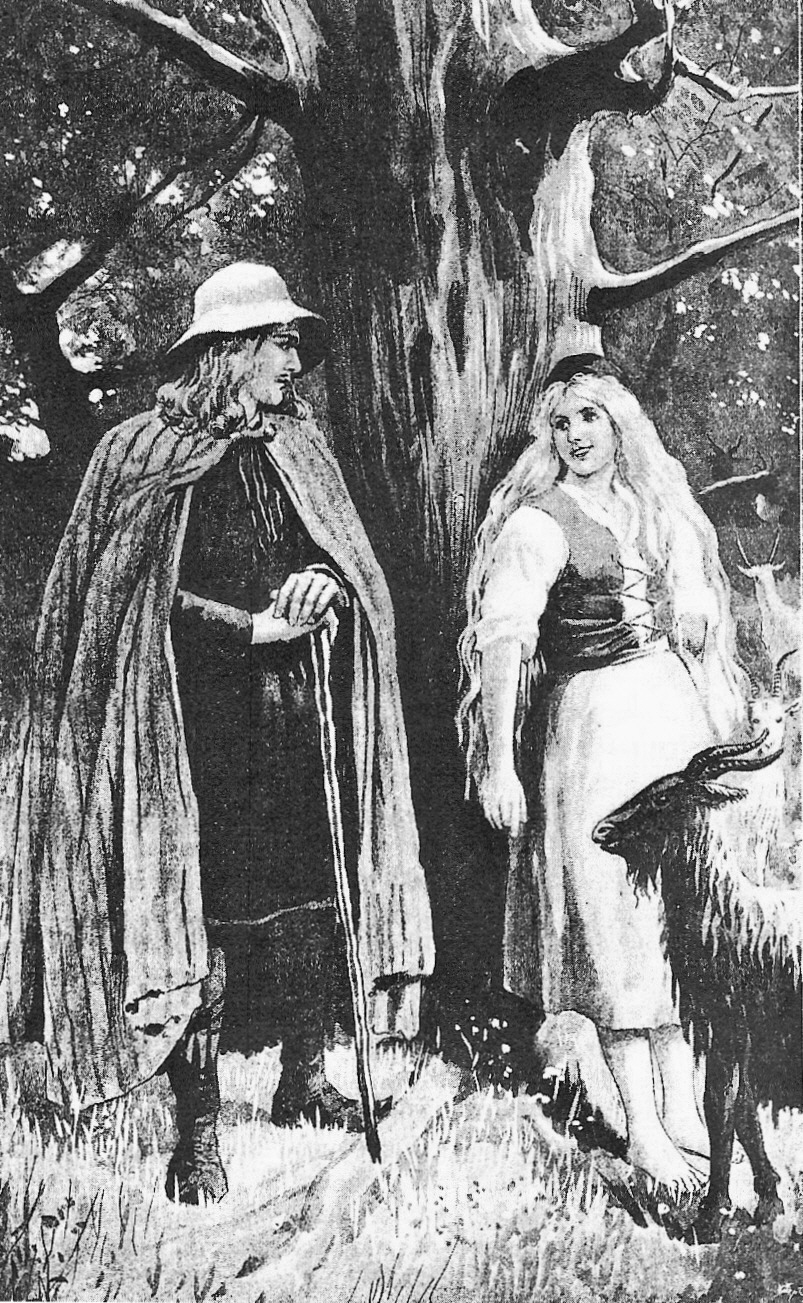
هالغا يقوم بإغواء ابنته يرسا، من قبل جيني نيستروم (1895).

كان هالخا، هالغا، هيلجي، هيلغي، هيلجو ملكًا دنماركيًا أسطوريًا عاش في أوائل القرن السادس الميلادي. كان اسمه بلغته (Proto-Norse) هو * هايلاغا (مخصص للآلهة).
يتفق العلماء بشكل عام على أنه يظهر في كل من التقاليد الأنجلو سكسونية (بيوولف) والأسكندنافية (العصور الإسكندنافية والتاريخ الدنماركي). في كلا التقاليد، كان Scylding، ابن هالفدان وشقيق هروثغار. في بيوولف، لا يتم شرح علاقته بهروغولف، ولكن إذا لم يكن والده، كما في التقليد الاسكندنافي، فقد كان عمه على الأقل. يذكر كلا التقاليد عداء أسرته مع فرودا وإنجلد.